# نجم الدين (اسم)
نجم الدين، اسم علم مذكر عربي، مُشتق من النجم والدين.

## أشخاص
- نجم الدين الواعظ: فقيه وداعية إسلامي.
- نجم الدين الرازي
- الأفضل نجم الدين أيوب: جندي وسياسي كردي.
- الصالح أيوب: سابع سلاطين بني أيُّوب (حكم 637 – 646هـ / 1240 – 1249م).
- نجم الدين الغزي: عالم مسلم وشاعر شامي.
- الملا كريكار: داعية إسلامي كردي.
- نجم الدين أربكان رئيس وزراء تركي أسبق.